# The Lodger: A Story of the London Fog
The Lodger: A Story of the London Fog är en brittisk stumfilm från 1927 i regi av Alfred Hitchcock. I huvudrollerna ses Marie Ault, Arthur Chesney, June Tripp, Malcolm Keen och Ivor Novello. Detta var Hitchcocks tredje långfilm.

## Handling
En seriemördare känd som The Avenger går lös och mördar blonda kvinnor i London. En mystisk man kommer till familjen Bunting för att hyra ett rum. Familjens dotter är en blond fotomodell som träffar en av poliserna som utreder fallet med seriemördaren. Polisen blir svartsjuk på hyresgästen och börjar misstänka att det är han som är mördaren.

## Om filmen
Filmen bygger på Marie Belloc Lowndes roman The Lodger, om Jack Uppskäraren, samt en teateruppsättning baserad på boken, Who Is He?. Berättelsen har filmatiserats ytterligare fyra gånger, som The Lodger år 1932, Hämnaren år 1944, Man in the Attic år 1953 samt The Lodger år 2009.

## Rollista i urval
- Marie Ault - hyresvärdinnan, Mrs. Bunting
- Arthur Chesney - hennes make, Mr. Bunting
- June Tripp - Daisy Bunting, modell
- Malcolm Keen - Joe Chandler
- Ivor Novello - Jonathan Drew, hyresgästen
- Eve Gray - showgirl (ej krediterad)
- Alfred Hitchcock - man på tidningsredaktion (ej krediterad)
- Reginald Gardiner - dansare på bal (ej krediterad)
- Alma Reville - kvinna som lyssnar på radio (ej krediterad)